# Crassimarginatella falcata
Crassimarginatella falcata is een mosdiertjessoort uit de familie van de Calloporidae. De wetenschappelijke naam van de soort is voor het eerst geldig gepubliceerd in 1968 door Cook.